# Gohor
Gohor is een Roemeense gemeente in het district Galați.
Gohor telt 3739 inwoners.